# Rene van der kooij
René van der Kooij (Maasland, 21 mei 1970) is een Nederlands voetbaltrainer. Sinds het seizoen 2024/25 is hij hoofdtrainer van Rijnsburgse Boys, een amateurclub uit de Tweede Divisie.

## Aanstelling bij Rijnsburgse Boys
In februari 2024 tekende Van der Kooij bij Rijnsburgse Boys voor twee seizoenen, met een optie op een derde.
Hij omschreef de club als "te vergelijken met betaald voetbal", met veel sfeer, publiek en uitstekende organisatie.
De technische staf ervoer vanaf het eerste gesprek een goede klik, wat leidde tot een langdurige overeenkomst.

## Trainersstijl en filosofie
Van der Kooij staat bekend om zijn dynamische spel, met veel positiewisselingen, waar het spelplezier vanaf straalt.
Hij hecht naast resultaten ook waarde aan verzorgd en aantrekkelijk voetbal.
Hij speelt met hoge intensiteit en is in staat om de kwaliteiten van zijn team te koppelen aan de juiste tactiek ten opzichte van de specifieke tegenstander.

## Recente hoogtepunten
Onder zijn leiding heeft Rijnsburgse Boys succesvol geacteerd in het KNVB-bekertoernooi in seizoen '24/'25.
De club schakelde Roda JC (3–1) en FC Volendam (2-0) uit. Hij werd hierna in januari 2025 uitgeschakeld door Feijenoord (1-4)
Zijn aanpak leverde de club veel lof op en de bijnamen bekermeester en stunttrainer.
VVON Award-Nominatie: In 2025 werd hij genomineerd als Amateurtrainer van het naar (District West II), mede dankzij indrukwekkende resultaten in het KNVB Bekertoernooi. Eerder schonk zijn inzet bij Hercules in hetzelfde district al nominaties en erkenning op.

## Dubbelfunctie bij Telstar
Vanaf januari tot en met mei 2025 vervulde Van der Kooij tevens de rol van assistent-trainer bij SC Telstar, onder hoofdtrainer Anthony Correia.
Hij combineerde deze functie met zijn werk bij Rijnsburgse Boys.

## Loopbaan
- Werkte jarenlang bij USV Hercules als hoofd jeugdopleiding (2011–2024), technisch manager en hoofdtrainer.

- Als hoofdtrainer bij USV Hercules streed hij meerdere keren om promotie naar de Tweede Divisie en maakte hij furore in de beker door in 2023 AFC Ajax (3–2) te verslaan. Hij werd in januari 2024 door SC Cambuur uitgeschakeld na een verlenging

- Startte zijn trainerscarrière bij SCH '44 in Harmelen. Hierna bij SO Soest.

- Als speler kwam hij uit voor Excelsior Maassluis, maar moest vroeg stoppen door een heupblessure.
- Werkte jarenlang als Manager en Voorzitter bij Ijshockeyclub HijsHokij in Den Haag. Hij speelde een belangrijke rol in de heropleving van de club onder de naam Hijs Calco Wolves. Onder zijn beheer groeide de club uit tot kampioen met nieuw spelers, sfeer in "de uithof"en verbeterde inkomstenstromen.

- Hij woont in Maasland.

## Overzicht loopbaan
| Periode / Rol | Club / Context      | Opmerkingen                                                                             |
| ------------- | ------------------- | --------------------------------------------------------------------------------------- |
| 2011–2024     | USV Hercules        | Hoofd jeugdopleiding, technisch manager en vanaf 2020 hoofdtrainer, KNVB Bekersuccessen |
| 2024–heden    | Rijnsburgse Boys    | Hoofdtrainer; KNVB-bekersuccessen                                                       |
| 2025          | Telstar             | Assistent-trainer (naast functie bij Rijnsburgse Boys), promotie naar eredivisie        |
| 2023-2025     | KNVB                | Docent en adviseur technisch beleid                                                     |
| 2019-2020     | SO Soest            | Hoofdtrainer                                                                            |
| 2016-2019     | SCH ’44             | Eerste trainerservaring                                                                 |
| 2006-2011     | Hijs Hokij          | Manager en voorzitter, landskampioen                                                    |
| 1991-1993     | Excelsior Maassluis | Speler, carrière beëindigd door blessure                                                |